# 岡山県立玉島高等学校
岡山県立玉島高等学校（おかやまけんりつたましまこうとうがっこう）は、岡山県倉敷市の西部に位置する玉島にある岡山県立の高等学校。

## 設置学科
- 普通科（一学年定員240人）2年次に文系、理系に分かれる。
- 理数科（一学年定員40人）理科、数学に強い関心をもつ者に適する。2年次で課題研究（自分でテーマを決めての個人研究）をする。課題研究を生かし、理数科のAO入試、推薦入試の合格者は普通科より相対的に多い。

## 概要

### 校風
勉学に力を入れているが、最近では部活動にも力を入れ、文武両道を目指している。勉学面でも、怠ることなく、生徒がのびのびと、学べる環境が整っている。ただ、決して勉強ができない生徒を見捨てたりせず、補習、個人指導など、きめ細かい指導が特徴である。二人担任制を実施している。そのためか、『面倒見のいい玉高』と呼ばれている。

### 校訓
- 自律、英知、実行

## 沿革

### 年表
- 1904年　玉島高等小学校に付設して町立玉島女学校（2年制）開設
- 1907年　小学校令改正、義務教育6年となる
- 1911年　玉島町立玉島実科高等女学校と改称、本科および実科をおく
- 1916年　学則改正　高等女学校とし、実科を併置する
- 1923年　実科を廃止する
- 1927年　学則改正　修業年限を5年に延長、定員を750人に改め、補習科を廃止する
- 1928年　県営に移管し、岡山県立玉島高等女学校と改称
- 1945年　専攻科を設置するが年内に廃止し、研究科を設置
- 1946年　研究科を廃する
- 1948年4月　学制改革により岡山県立玉島高等学校と改称
- 1948年8月　岡山県立玉島第一高等学校と改称
- 1948年10月　玉島商業学校が県営移管、岡山県立玉島高等学校と称す
- 1949年　岡山県立玉島第一高等学校と岡山県立玉島高等学校（商業科）を統合。岡山県立玉島高等学校と改称、東校舎・西校舎とする
- 1950年　男女共学とする　全日制家庭科を新設（東校舎）
- 1951年　定時制商業科（昼間）の募集停止。定時制（夜間）を設置し、岡山県立白華高等学校と改称（西校舎）
- 1958年　商業科が分離独立し玉島商業高校になる。女子制服改定。
- 1999年　理数科設置（一学年定員40人）
- 2001年　普通科に5類型（英語系）を設置
- 2004年　創立100周年記念式典挙行
- 2006年　校舎の耐震工事開始
- 2007年　スーパーサイエンスハイスクールに指定（指定期間は5年間）

## 基礎データ

### 所在地
- 郵便番号：713-8121（個別郵便番号：713-8668）
- 住所： 岡山県倉敷市玉島阿賀崎三丁目1番1号

北緯34度32分53.3秒 東経133度40分13.4秒 / 北緯34.548139度 東経133.670389度

### アクセス
鉄道
- 新倉敷駅（JR西日本 山陽新幹線、山陽本線）より バス、タクシー等

## 学校行事

### 学園祭
白華（はっか）祭という。一日目は文化の部で、体育館ではステージ発表（有志バンド、劇、ダンスなど）が行われ、教室では展示が行われる。1年生は全クラス通して教室での展示。毎年、3年生は最後の白華祭ということで、全クラスがステージ発表を行っていたが、2009年より模擬店が許可された。二日目は体育の部で、一年生は緑、黄ブロック、二年生は紫、橙ブロック、三年生は赤、青ブロックの計6ブロックに分かれて競技を行っていた。が、2015年度より、3学年縦割りブロック制が導入され、新たに桃ブロックが追加されて7つのブロックが対抗する形となった。それぞれのブロックごとに、ブロック色と同じ色のTシャツを着る。ブロックTシャツは100周年を迎えた2004年度から続いている。
尚、一日目のみ一般公開されている。ただし高校生はチケットが必要。無職或いは有職の少年は立ち入りを禁止されている。

## 部活動

### 運動部
- 軟式野球部
- サッカー部
- ラグビー部
- ソフトテニス部
- バスケットボール部
- バレーボール部
- 陸上競技部
- 弓道部
- 剣道部
- バドミントン部
- 卓球部
- ハンドボール部
- 硬式テニス部

### 文化部
- 書道部
- 美術部
- 吹奏楽部
- 軽音楽部
- 演劇部
- 化学物理部
- 食物研究部
- ダンス部
- 生物部
- 囲碁将棋部
- 茶道部
- 英語研究部
- 動画文芸部
- JRC部
- 放送部

### その他
- 生徒会執行部

## 学校関係者と組織

### 著名な出身者

#### 卒業生
- 大橋恵里子（元アイドル歌手、女優）
- 桂梅團治（落語家）
- 南利幸（気象予報士、防災士）
- 山路みほ（箏曲演奏家）
- 若狭敬一（CBCアナウンサー）